# 東海大学付属札幌高等学校
東海大学付属札幌高等学校（とうかいだいがくふぞくさっぽろこうとうがっこう）は、北海道札幌市南区南沢5条1丁目1-1にある私立高等学校。略称は「東海大札幌」「東海札幌」。

## 概要
以前の略称は「東海大四（とうかいだいよん）」「東海大四高（とうかいだいよんこう）」。

校舎が小高い山に位置するため、豊平川側方向から登校するには、少々長めの階段を登ることになる。
階段自体にはロードヒーティングが整備されている為、冬季間は常時通行可能。
しかし、降雪した深夜･早朝、降雪した量によっては融雪機能に影響するので、多少歩きにくくなることがある。
林と斜面に囲まれているため、降雨による土砂などの流出物、秋季の落葉で路上が汚くなるが、付近住民の方が掃除してくれたり、生徒による校外清掃でごみ拾いが行われる。
階段中部付近には当校のテニスコート、下部付近には生徒専用の自転車駐輪場がある。
駐輪場は他所にも有るが、利用は当所が一番多い。
学校としては指折りの広さを持つ体育館を有する。東海大学の札幌キャンパスに隣接しており、渡り廊下から繋がっている。
大学側付近にはじょうてつバスのバス停『東海大学前』が有り、真駒内駅まで運行されている。

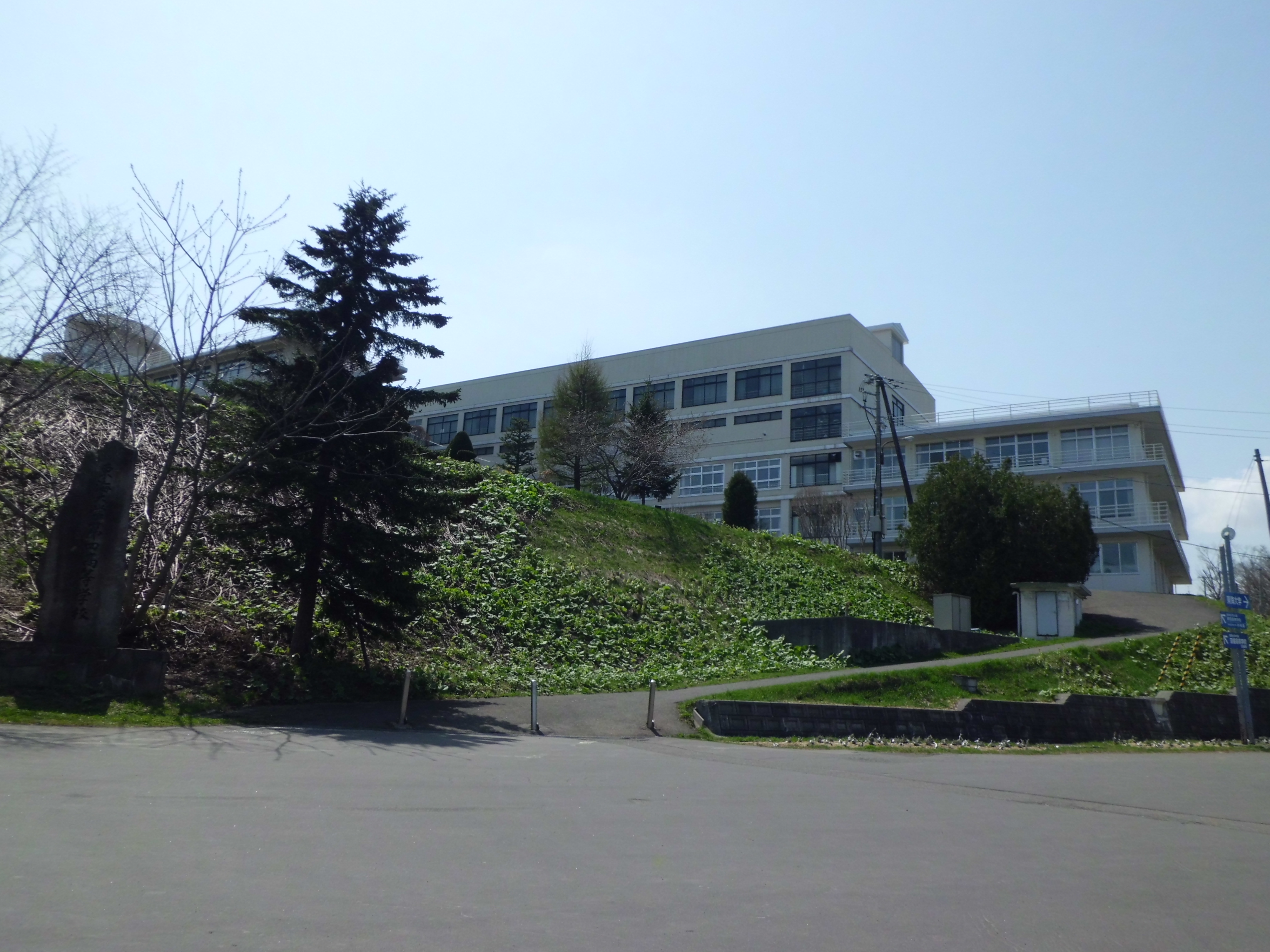
東海大学付属第四高等学校・中等部（移転前の校舎）

## 沿革
- 1964年 - 東海大学第四高等学校開校[1]。
- 1986年 - 東海大学第四高等学校付属中等部開校。
- 2004年 - 東海大学付属第四高等学校、東海大学付属第四高等学校中等部に校名変更。
- 2014年 - 東海大学付属第四高等学校中等部生徒募集停止[2]。
- 2016年4月1日 - 東海大学付属札幌高等学校に校名変更、北海道札幌市南区南沢517から北海道札幌市南区南沢5条1丁目1番1号に移転[3]。

## 部活動
- バレーボール部 - 春高3回・総体3回・国体2回の全国優勝を果たした古豪として知られる。
- バスケットボール部 - インターハイ・国体・ウインターカップの常連であり、1999年の総体では準優勝を経験している。
- 野球部 - 秋5回・春7回・夏5回の全国出場の経験があり、2015年の春には準優勝を経験した。
- 吹奏楽部 - 全日本吹奏楽コンクール全国大会に41回出場しており、うち25回金賞を受賞している。

## 交通アクセス
真駒内・西28丁目・宮の沢、平岡・福住・札幌駅の6ヶ所からスクールバスを運行している。

## 著名な出身者

### スキー
- 阿部雅司
- 原田雅彦
- 葛西紀明
- 里谷多英
- 中村直幹
- 葛西優奈
- 葛西春香

### 野球
- 西本和人
- 佐藤真一
- 大村巌
- 大内貴志
- 佐竹学
- 吉村将生
- 伏見寅威
- 田代将太郎
- 今川優馬
- 小林珠維
- 上野純輝
- 西嶋亮太
- 門別啓人

### バスケットボール
- 山根謙二
- 細野真
- 柏木真介
- 宮永雄太
- 斉藤恵一
- 菅原洋介
- 野口大介
- 阿部佑宇
- 小松秀平
- 三澤貴弘
- 大塚裕土
- 西川貴之
- 須田侑太郎
- 関野剛平
- 佐藤卓磨
- 内田旦人
- 島谷怜

### バレーボール
- 山田修司
- 成田貴志
- 清水克彦
- 南由紀夫
- 山田晃豊
- 加賀龍哉
- 五十嵐元
- 塚崎祐平

### 柔道
- 浅利昌哉
- 須貝等
- 滝吉直樹
- 小野幸司

### 剣道
- 栄花直輝
- 若生大輔
- 安藤翔

### その他
- 金子宣隆（陸上）
- 小松陽平 (陸上)
- 甲本偉嗣（サッカー）
- 野瀬龍世（サッカー）
- 林伸伍（馬術）
- 高橋名人
- 鴨志田穣（カメラマン)
- いくえみ綾（漫画家）
- 熊谷徳明（ドラマー）
- 池澤公隆（キーボード）
- 田中義人（ギタリスト）
- 磯田彩実（アナウンサー)
- 佐香智久（シンガーソングライター）
- 小林正典（歌手、声優）

## 不祥事

### 野球部に於ける暴力不祥事
- 2005年9月16日 - 監督や部員による部内の暴力事件を理由に、本校側から参加中の秋季北海道高校野球大会への出場を辞退すると申し出た。暴力事件は6月から8月にかけて3件（2年生部員が1年生部員を部室で10発程度殴打、野球部OBが1年生部員の胸を足で押し倒した、監督が2年生部員を平手で2回殴打）。本校は当該大会ですでに札幌地区大会を勝ち抜き、10月3日からの全道大会に出場予定だった[5]。
- 2019年11月26日 - 日本学生野球協会は悪質な部員の部内暴力（2年生部員が1年生部員に椅子を投げつける威嚇行為や胸を蹴る、押し倒す、突き飛ばすなどの暴力が11月13日に判明[6]）があった本校野球部を11月13日から3か月、対外試合禁止とした[7]。
- 2022年8月中旬、当時部長だった男性教諭が、バットのグリップエンドで部員約10人の頭を殴った。同年9月にマスコミの取材により判明した。 同校はこの教諭に対し9月1日より1カ月間の謹慎処分を下し、続いて5日には部長・顧問を解任した[8]。